# Église Saint-Denis de Maizières-la-Grande-Paroisse
L'église Saint-Denis est une église de style roman située à Maizières-la-Grande-Paroisse, dans le département de l'Aube. 
C'est probablement l'une des églises les plus anciennes du département.

## Histoire
Elle formait une paroisse qui relevait de l'abbaye Saint-Quentin de Beauvais et du doyenné de Marigny. Elle possède une chapelle à saint Jean le Baptiste et une autre à saint Jean l'Évangéliste.

## Architecture
La partie la plus ancienne, qui date du XIIe siècle, est de style roman couverte en tuile ; elle comprend une nef principale non voûtée et deux nefs latérales dont celle de droite voûtée en 1897 ; la nef centrale aboutit à la tour, celle-ci voûtée en berceau.
Elle comprend d'abord quatre travées avec piliers cylindriques, les arcs sont en plein cintre. La cinquième travée, possède un arc en ogive, mais peu élancée.
La seconde partie de l'église qui est couverte d'ardoise, qui comprend l'abside et le double transept date du XVIIe siècle ainsi que l'indique la date 1653 inscrite au-dessus des vitraux. Peut-être complétèrent-ils une reconstruction qui aurait suivi un incendie survenu lors des guerres de Religion, incendie dont les traces furent retrouvées au cours de réparations effectuées en 1898.

### Mobilier
Elle possède encore des peintures monumentales du XVIIIe siècle. Des statues du XVIe siècle :
- un saint Antoine en calcaire avec des traces de polychromie[3],
- un évêque[4],
- une Marie à l'enfant en calcaire[5].